# Aigialeia (gemeente)
Aigialeia (Grieks: Αιγιάλεια) is sedert 2011 een fusiegemeente (dimos) in de Griekse bestuurlijke regio (periferia) West-Griekenland. Zetel van de gemeente is in Aigio.
De zes deelgemeenten (dimotiki enotita) van de fusiegemeente zijn:
- Aigeira (Αιγείρα)
- Aigio (Αίγιο)
- Akrata (Ακράτα)
- Diakopto (Διακοπτό)
- Erineos (Ερινεός)
- Sympoliteia (Συμπολιτεία), met een buurtschap Selianitika